# Большой Кордон
Большо́й Кордо́н — посёлок в Асиновском районе Томской области, Россия. Входит в состав Новониколаевского сельского поселения.

## География
Посёлок располагается на берегу озера Тургайское, входящего в систему проток Чулыма. На северо-востоке к Большому Кордону вплотную примыкает посёлок Отрадный — главная улица Большого Кордона (Центральная) плавно переходит в единственную улицу Отрадного (ул. Охотпосёлок).

## Население
| 1939 | 1959 | 1970 | 1979 | 1989 | 2002 | 2010 |
| ---- | ---- | ---- | ---- | ---- | ---- | ---- |
| 14   | ↗449 | ↘444 | ↘389 | ↘382 | ↘334 | ↘296 |
| 2012 | 2013 | 2014 | 2015 | 2019 | 2021 |      |
| ↘289 | ↘283 | ↘279 | ↘267 | ↘256 | ↘232 |      |

## Местное самоуправление
Глава поселения — Дмитрий Сергеевич Бурков.

## Социальная сфера и экономика
В посёлке работают фельдшерско-акушерский пункт, основная общеобразовательная школа и центр досуга.
В Большом Кордоне действуют леспромхоз, частное деревообрабатывающее предприятие и несколько индивидуальных предпринимателей, работающих в сфере розничной торговли.